# Dear Mama
Dear Mama è una canzone del rapper statunitense 2Pac, pubblicata il 21 febbraio 1995 come il primo singolo dal suo terzo album in studio, Me Against the World. La canzone è stata in cima alla "Singles chart Billboard Hot Rap" per cinque settimane e anche raggiunto la posizione numero nove della Billboard Hot 100. Il singolo è stato certificato platino dalla RIAA il 13 luglio 1995, ed è ritenuta la più bella e commovente canzone mai scritta nella storia del rap.
La rivista Rolling Stone la classica al diciottesimo posto delle migliori canzoni hip hop di tutti i tempi.

## Descrizione
La canzone è un omaggio a sua madre, Afeni Shakur, dove il rapper parla della povertà che aveva sofferto la madre, e della dipendenza del crack, ma sostiene che il suo amore e il profondo rispetto per la madre sostituiscono i brutti ricordi.
Il sample è preso dal brano In all my wildest dreams di Joe Sample.